# William Howard Hay
William Howard Hay (1866 Hartstown Pensylvánie – 1940) byl americký lékař a spisovatel, zakladatel teorie dělené stravy.

## Život
William Howard Hay promoval dne 26. března 1891 na New York University Medical College v oboru lékařství. Během dalších šestnácti let, kdy pracoval jako praktický lékař a chirurg, se dále vzdělával. Studoval díla různých odborníků a zjistil, že mezi nimi panuje velmi malá názorová shoda i v tématech, která věda té doby považovala za jednoznačné.

### Nemoc
V roce 1907 onemocněl „brightovou nemocí“ ledvin, trpěl vysokým krevním tlakem a následnými problémy se srdcem. Hledal pomoc u specialistů, ale neuspěl, trpěl nevyléčitelnou nemocí. Rozhodl se hledat řešení sám. Začal cvičit a zajímal se o výživu. Mimo jiné se seznámil se zprávou britského vojenského lékaře McCarrisona, která mapovala život kmene Hunzů, žijících v oblasti Karákóram v severozápadním Nepálu. Lidé kmene se živili pouze potravinami v přirozeném stavu, tepelně neupravovanými. Civilizačními chorobami, které se již začaly rozšiřovat ve vyspělých zemích, proto netrpěli. 
Haward Hay trpěl dušností a nespavostí, měl oteklé nohy a věděl, že jeho stravovací návyky nejsou dobré. Rozhodl se, že začne dělat pokusy se stravou sám na sobě. Běžně každý den jedl maso s bílým pečivem nebo bramborami. Pil tři šálky oslazené kávy se smetanou.

### Nový způsob stravování
Rozhodl se radikálně změnit své stravovací návyky a také cvičil. Konzumoval pouze nezbytně nutné množství potravy a jedl třikrát denně. Dvě porce bylo „klasické jídlo“ a jedna denní porce se skládala ze zeleniny. Po třech měsících jeho váha klesla ze 105 kg asi na 80 kilogramů. Uzdravil se a cítil se v lepším kondici než kdy dříve. Novému způsobu stravování zůstal věrný a dále se zabýval konvenčním i alternativním zkoumáním stravy a cvičení.
Na základě svého výzkumu, opíraje se o studijní práce Ivana Petroviče Pavlova, vytvořil stravovací metodu, která byla založena na teorii, že zdraví je ovlivňováno procesem trávení.

### Dělená strava
Pravidla:
- sacharidy nemíchat s bílkovinami a kyselým ovocem
- větší část jídelníčku tvoří zelenina, saláty a ovoce
- omezit bílkoviny, sacharidy a tuky
- jíst přírodní potraviny, ne průmyslově zpracovávané
- interval mezi jídly z různých skupin by měl být minimálně čtyři hodiny

Howard Hay představil svůj jídelníček v roce 1911. Vzdal se lékařské praxe. Přednášel ve Spojených státech amerických i v Kanadě, psal knihy a propagoval nový způsob stravování a ten také používal při léčení.